# Bis zum nachsten Mal/Am Rio Grande
Bis zum nachsten Mal/Am Rio Grande, pubblicato nel 1963, è un 45 giri della cantante italiana Mina.

## Tracce
1. Bis zum nächsten Mal - 2:55 -
 (Werner Scharfenberger-Kurt Feltz) 1963
2. Am Rio Grande - 2:37 -
 (Charly Niessen-Joachim Relin) 1963

## Storia
Bis zum nächsten Mal
Brano composto dal maestro Werner Scharfenberger con testo di Kurt Feltz (gli stessi di Heisser Sand).
Am Rio Grande
Brano composto da Charly Niessen e Joachim Relin.
Il 45 giri è stato pubblicato solo in Germania solo per il mercato tedesco.